# 신시내티 잡
신시내티 잡(Marauders)은 캐나다에서 제작된 스티븐 C. 밀러 감독의 2016년 액션, 스릴러 영화이다. 브루스 윌리스 등이 주연으로 출연하였고 로지 샤보노 등이 제작에 참여하였다.

## 출연

### 주연
- 브루스 윌리스
- 크리스토퍼 멜로니

### 조연
- 데이브 바티스타
- 아드리언 그레니어
- 조나단 스캐치
- 리디아 훌
- 타라 홀트
- 타일러 존 올슨
- 크리스토퍼 롭 보웬
- 크리스 힐
- 텍사스 배틀
- 알리시아 옥세
- 라이언 오넌
- 리코 시모니니

## 제작진
- 미술: 니코 빌라이봉스
- 세트: 브록 코몬
- 의상: 보니 스타우치
- 배역: 빅토리아 버로우즈